# John Muir (naturforsker)
 Der er flere personer med dette navn, se John Muir.
John Muir (født 21. april 1838, død 24. december 1914) var en skotsk-amerikansk naturforsker, forfatter og tidlig fortaler for bevaring af naturen i USA. Muirs breve, essay og bøger, der fortæller om hans oplevelser i naturen, særligt i Sierra Nevada-bjergene i Californien, er blevet læst af millioner af mennesker.  Hans aktivisme var medvirkende til bevaringen af Yosemite Valley (i den nuværende Yosemite National Park), Sequoia National Park og andre naturområder. Foreningen Sierra Club, som Muir grundlagde, er en førende naturbeskyttelsesorganisation i USA. Den 340 km lange vandrersti John Muir Trail i Sierra Nevada, er opkaldt efter ham.  Andre steder der har fået navn efter Muir er Muir Woods National Monument, Muir Beach, John Muir College, Mount Muir, Camp Muir og Muir Glacier.
Sent i livet helligede Muir det meste af sin tid til bevaring af skovene i det vestlige USA. Han anmodede Kongressen om at vedtage en nationalparklov, hvilket skete i 1890 og førte til etableringen af nationalparkerne Yosemite og Sequoia.  Den spiritualitet og entusiasme for naturen, der kom til udtryk i hans forfatterskab, inspirerede læserne, herunder præsidenter og kongresmedlemmer, til at gribe til handling for at hjælpe med at bevare store naturområder for eftertiden.  Et århundrede efter Muirs død, refereres der til ham som "Nationalparkernes fader", og National Park Service har produceret et kort dokumentarprogram om hans liv.
Steven J. Holmes, som har skrevet en biografi over Muir, mener at han er blevet "en af Amerikas skytshelgener for miljøaktiviteter," måde politisk og fritidsmæssigt. Derfor diskuteres hans udgivelser bredt i bøger og tidsskrifter, og han citeres ofte af naturfotografer så som Ansel Adams. "Muir har i høj grad skabt de kategorier, gennem hvilke amerikanere forstår og forestiller sig deres forbindelse med naturen," skriver Holmes. Ifølge forfatteren William Anderson, eksemplificerede Muir "arketypen på vores samhørighed med jorden", mens biografiforfatteren Donald Worster siger, at Muir mente at hans mission var at "...redde den amerikanske sjæl fra total overgivelse til materialismen.":403 

### Bøger
- Studies in the Sierra (1950-genoptryk af føljeton fra 1874)
- Picturesque California (1888–1890)
- The Mountains of California. New York: Century, 1894.
- Our National Parks. Boston: Houghton, Mifflin, 1901.
- Stickeen: The Story of a Dog. Boston: Houghton, Mifflin, 1909.
- My First Summer in the Sierra. Boston: Houghton Mifflin, 1911.
- Edward Henry Harriman. Garden City, N.Y.: Doubleday, Page, 1911.
- The Yosemite. New York: Century, 1912.
- The Story of My Boyhood and Youth. Boston: Houghton Mifflin, 1913.
- Travels in Alaska. Boston: Houghton Mifflin, 1915.
- Letters to a Friend. Boston: Houghton Mifflin, 1915.
- A Thousand-mile Walk to the Gulf. Boston: Houghton Mifflin, 1916.
- The Cruise of the Corwin. Boston: Houghton Mifflin, 1917.
- Steep Trails. Boston: Houghton, 1918.
- Nature Writings: The Story of My Boyhood and Youth; My First Summer in the Sierra; The Mountains of California; Stickeen; Selected Essays. New York: Library of America, 1997.